# Faisal Al-Hegelan
Faisal Abdul Aziz al-Hegelan GBE (1987) (arabisch فيصل بن عبد العزيز الحجيلان, DMG Fayṣal b. ʿAbd al-ʿAzīz al-Ḥuǧaylān; * 7. Oktober 1929 in Dschidda, Saudi-Arabien; † 9. Januar 2019 in Beirut, Libanon) war ein saudi-arabischer Politiker und Diplomat.

## Leben
Faisal al-Hegelan war der Sohn von Fatima al-Eissa und Sheikh Abdul Aziz al-Hegelan. Er heiratete 1961 Nouha Tarazi und hatte drei Söhne. Er studierte Rechtswissenschaft an der Universität Kairo und war von 1948 bis 1951 an der saudi-arabischen Botschaft in London beschäftigt. Von 1948 bis 1951 war er Staatssekretär im Landwirtschaftsministerium und 1954 Botschafter im Sudan sowie Botschafter in Madrid von 1961 bis 1966.
Fernando García de la Vega veröffentlichte bei Televisión Española von 1961 bis 1967 Escala en hi-fi, Proto-Musikvideos. Sheikh Faisal al-Hegelan sah 1963 in einem Video-Clip Saud ibn Abd al-Aziz, arabische Gebräuche, sowie den Islam lächerlich gemacht und forderte ein sofortiges Verbot der Sendung.
Von 1968 bis 1975 war er als Botschafter mit Amtssitz in Caracas auch bei der Regierung in Buenos Aires akkreditiert. Von 1975 bis 1976 war er Botschafter in Kopenhagen. Von 1976 bis 1979 war er Botschafter in London.
Von 1979 bis 1983 war er Botschafter in Washington, D.C. Von 1984 bis 1996 war er Gesundheitsminister. Von 1996 bis 2003 war er Botschafter in Paris.